# Millennium Mambo
Millennium Mambo (Originaltitel chinesisch 千禧曼波, Pinyin Qiānxī Mànbō) ist ein taiwanisches Filmdrama von Hou Hsiao-hsien aus dem Jahr 2001. Der Film war in Deutschland nur als Import-DVD mit englischen Untertiteln verfügbar und kam erst am 21. September 2023 zum ersten Mal in die Kinos.

## Handlung
Der Film erzählt vom Leben einer jungen Frau, die hin- und hergerissen ist zwischen zwei Männern, da sie nicht weiß, was sie wirklich will. Ihr Freund, der eifersüchtige Hao-hao, überwacht sie permanent und überprüft sogar ihren Geruch, wenn sie nach ihrer Arbeit in einem Nachtclub nach Hause kommt. Sie hält es nicht mehr aus, entscheidet sich ihr erspartes Geld auszugeben, um ihn danach zu verlassen. Über ein paar Umwege landet sie bei dem anderen Mann, einem Freund von ihr.